# Alexander Hill
Alexander "Alex" Hill (født 11. marts 1993 i Berri) er en australsk roer.
Hill har roet som senior siden 2013 i forskellige bådtyper. I 2015 var med i firer uden styrmand, der vandt sølv ved VM sammen med William Lockwood, Josh Dunkley-Smith og Spencer Turrin. Ved OL 2016 i Rio de Janeiro havde Josh Booth erstattet Turrin, og den australske båd vandt sikkert både det indledende heat og semifinalen. I finalen måtte de dog se sig besejret med næsten to sekunder af Storbritannien, der vandt guld, mens Italien sikrede sig bronzemedaljerne.
Hill vandt desuden VM-guld i samme båd, men nu med Turrin, Joshua Hicks og Jack Hargreaves, i både 2017 og 2018, mens to nye roere kom til i 2019, hvor det blev til en sjetteplads ved VM for Hill og resten af fireren.
Ved OL 2020 i Tokyo vandt Hill og resten af den australske båd, Alexander Purnell, Jack Hargreaves og Spencer Turrin, guld i firer uden styrmand foran Rumænien og Italien

## OL-medaljer
- 2020:  Guld i firer uden styrmand
- 2016:  Sølv i firer uden styrmand